# پرونده نفتی ایران و انگلیس
پرونده نفتی ایران و انگلیس (۱۹۵۲) ICJ ۲ یک اختلاف حقوق بین‌الملل عمومی بین بریتانیا و ایران بود.

## حقایق
بریتانیا ادعا داشت که ملی شدن نفت ایران در سال ۱۹۵۱ نقض‌کننده کنوانسیون توافقی بود که بین شرکت نفت ایران و انگلیس (هم‌اکنون بریتیش پترولیوم) و دولت ایران در سال ۱۹۳۳ منعقد شده بود. این قرارداد یک مجوز ۶۰ ساله را به شرکت نفت ایران و انگلیس اعطا می‌کرد که در ۱۰۰٬۰۰۰ مایل مربع (۲۶۰٬۰۰۰ کیلومتر مربع) از خاک ایران در ازای پرداخت درصدی حق امتیاز به دولت ایران، به کاوش و بهره‌برداری نفت بپردازد.
در ۲۶ مه ۱۹۵۱ بریتانیا از ایران به دیوان بین‌المللی دادگستری شکایت کرد و خواستار آن شد که قرارداد ۱۹۳۳ احیا شود و همچنین ایران باید بابت توقف قرارداد و اخلال در تولید سود تجاری شرکت، خسارت و غرامت بپردازد.
دیوان بین‌المللی دادگستری به سرعت یک رأی موقت صادر کرد که بر مبنی آن پیشنهاد شده بود که کلیه فعالیت‌های شرکت نفتی تا زمان حل و فصل دعوای حقوقی، تحت نظارت یک هیئت ۵ نفره - دو نفر از هر کشور و نفر پنجم از یک کشور ثالث - قرار گیرد. این رأی توسط بریتانیا پذیرفته شد، در حالی که توسط ایران به‌طور اساسی رد شد، با این ادعا که دیوان بین‌المللی دادگستری صلاحیت دادرسی به این پرونده را ندارد. بریتانیا همچنین یک شکایت رسمی با این ادعا که ایران با نقض قوانین جاری، صلح جهانی را به خطر انداخته‌است، به شورای امنیت تسلیم کرد، اما موفق به بدست آوردن رأی کافی نشد.

## قضاوت
در ۲۲ ژوئیه ۱۹۵۲، دیوان بین‌المللی دادگستری رأی داد که از آنجا که ایران صلاحیت دادرسی دیوان بین‌المللی دادگستری را تنها در معاهدات مربوط به پس از سال ۱۹۳۲ می‌پذیرد و چون تنها معاهده ذکر شده توسط بریتانیا در تاریخ مزبور (پس از سال ۱۹۳۲) بین ایران و یک شرکت خارجی (و نه خود بریتانیا) منعقد شده‌است، لذا دیوان بین‌المللی دادگستری صلاحیت دادرسی دراین زمینه را ندارد (مطابق با شکایت اصلی ایران). این رأی دلیل اصلی اتفاقات منجر به کودتای ۲۸ مرداد ۱۳۳۲ شد.